# 在日朝鮮人の帰還事業

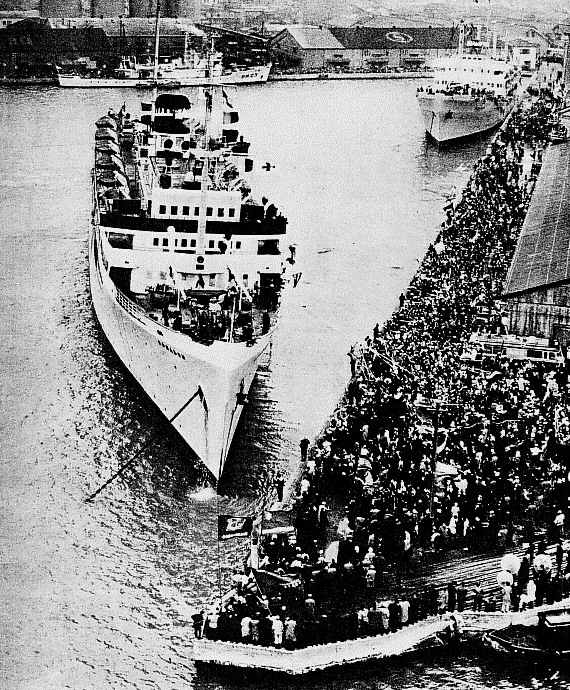
日本を出港する帰還船

在日朝鮮人の帰還事業（ざいにちちょうせんじんのきかんじぎょう）とは、1950年代から1984年（昭和59年）にかけて行われた在日朝鮮人とその家族による日本から朝鮮民主主義人民共和国（以下、北朝鮮）への集団的な永住帰国あるいは移住である。
主として1959年から1967年にかけて、「朝鮮」籍約50万人弱のうち、北朝鮮に永住帰国したのはおよそ9万3,000人（うち、北朝鮮に渡った『日本人妻』は約1,831人）であった。

## 名称について
北朝鮮では帰国事業（きこくじぎょう、귀국사업）と呼び、在日本朝鮮人総聯合会（朝鮮総連）が推進した運動という側面からは帰国運動（きこくうんどう、귀국운동）または帰還運動（きかんうんどう、귀환운동）と呼ばれる。
朝鮮総連と対立関係にあった、大韓民国（以下、韓国）系の在日韓国人団体である在日本大韓民国居留民団の立場からは、北送事業（ほくそうじぎょう、북송사업）と呼ばれる。

## 経過
- 1946年（昭和21年）
  - 12月26日、北朝鮮臨時人民委員会決定第139号『日本から帰国する朝鮮人民に関する件』公布。
- 1948年（昭和23年）
  - 8月15日、大韓民国樹立宣言
  - 9月9日、朝鮮民主主義人民共和国建国
- 1950年（昭和25年）
  - 6月25日、朝鮮戦争勃発。
- 1953年（昭和28年）
  - 7月27日、朝鮮戦争停戦。
- 1955年（昭和30年）
  - 2月、北朝鮮の南日外相が日本へ国交正常化を呼びかけ。
  - 5月、在日本朝鮮人総聯合会（朝鮮総連）結成。
  - 7月15日、朝鮮総連の主催で「朝鮮人帰国希望者東京大会」が開催される。全国の帰国希望者415名、うち東京に100名と発表。
- 1956年（昭和31年）
  - 2月27日、日朝両赤十字が平壌で共同コミュニケに調印。
  - 4月6日、48人の在日朝鮮人が、北朝鮮在留日本人の帰還船小島丸の往路への便乗を求めて、日本赤十字社前で座り込みを行なう。
  - 4月30日、訪日していた赤十字国際委員会の代表が帰国を訴える在日朝鮮人を目撃。翌日より在日朝鮮人問題に関する情報収集を始める。
  - 6月18日、日本赤十字社で座り込みを行っていた在日朝鮮人が、イギリスの海運会社バタフィールド・アンド・スワイヤ社所属の船で北朝鮮に渡ることを承諾し、座り込みを解く。
  - 6月20日、北朝鮮が内閣命令第53号『日本から帰国する朝鮮公民の生活の安定に関して』公布。小島丸での帰国を要求した在日朝鮮人への対応のためといわれる[5]。
  - 7月5日、日本赤十字社で座り込みを行っていた在日朝鮮人が、東京を発ち三池に向かう。
  - 7月7日、韓国政府の要請により、バタフィールド・アンド・スワイヤ社の湖南号が三池港への寄航を取りやめる。
  - 7月16日、赤十字国際委員会が日本・北朝鮮・韓国の赤十字に対して、在日朝鮮人問題を解決するために赤十字国際委員会が貢献することを提案。書簡・覚書の形で翌年まで数次にわたる。
  - 12月6日、小島丸への乗船を求めて座り込みした者のうち20名がノルウェー船ハイリー号に乗り、門司港、上海経由で北朝鮮に帰国する。
- 1957年（昭和32年）
  - 3月31日、小島丸への乗船を求めて座り込みした者の残り28名が日本漁船に乗り、北朝鮮の清津港に到着する。
  - 10月、第19回赤十字国際会議がインドのニューデリーで開かれる。各国の赤十字に離散家族への注意を喚起するとともに、「あらゆる手段を講じて、これらの大人及び子供が、その意思に従い、幼少の子供にあっては、何処に居住するとを問わず、家長と認められる人の意志に従って、その家族と再会することを容易ならしめる」責任を課すことを、決議第20として採択する[6]。
- 1958年（昭和33年）
  - 1月21日、朝鮮の声が「北朝鮮民主法律家協会が日本国際法律家連絡協会の会長長野国助へ送付した書簡」の内容を放送。先の31日に日本政府と韓国が抑留者1200名の韓国への強制送還を決定したことは国際法違反であるとする抗議が述べられた。日本国内では翌日、ラヂオプレスがRPニュースでこれを報告。
  - 3月18日、衆院外務委員会で在日朝鮮人問題の審議[7]
  - 6月26日 - 7月6日、長崎県大村入国者収容所（現・大村入国管理センター）で北朝鮮帰国希望者がハンガー・ストライキを行う。
  - 7月14 - 15日、金日成、ソ連代理大使 V・I・ペリシェンコと会談。金日成が在日朝鮮人受け入れの意思を示すとともに、ソ連に支援を求める。
  - 8月11日、神奈川県川崎市の朝鮮総連分会が金日成首相（当時）に帰国を嘆願する手紙を送ることを決議。集団的な帰国運動の嚆矢と位置づけられている。
  - 9月8日、金日成が在日朝鮮人の帰国を歓迎する旨言明。
  - 9月16日、南日が「在日朝鮮公民の帰国問題と関連して」との声明を発表。
  - 10月16日、北朝鮮の金一第一副首相が帰国問題に関連した談話を発する。その中で帰国に要する船を用意することを明言。
  - 11月17日、在日朝鮮人帰国協力会（鳩山一郎会長）の結成総会が衆院第一議員会館で開催。
  - 中央公論の12月号の『在日朝鮮人六十万の現在』に、「韓国の窮乏が信ずべからず窮乏にあるとすれば、共和国の復興、建設のテンポもまた日本常識ではほとんど信ずべからざる勢いのようだ」との記事が掲載。
- 1959年（昭和34年）
  - 1月、田村茂が有楽町で写真展「新しい中国と朝鮮」を開いた。この写真を見て帰国を決意した人も多かったといわれる。
  - 2月16日、北朝鮮が内閣決定第16号『日本から帰国する朝鮮公民の歓迎に際して』決定。
  - 2月13日、日本政府が在日朝鮮人の北朝鮮帰還に関する閣議了解を行なう。
  - 4月10日、寺尾五郎の「三十八度線の北」が発売。
  - 5月28日、柳韓国大使が在日朝鮮人の帰還事業を武力で阻止する旨申し入れ。
  - 6月15日、韓国が帰還事業への対抗として対日通商断交を声明。
  - 8月13日、インドのカルカッタにて、日本赤十字社の葛西副社長、朝鮮赤十字会の李一卿副社長との間で「日本赤十字社と朝鮮民主主義人民共和国赤十字会との間における在日朝鮮人の帰還に関する協定」（カルカッタ協定）が結ばれる。
  - 8月25日、民団員が「北送」に反対し日本赤十字社本社に乱入。
  - 9月7日、同日付の週刊「朝鮮総連」に『地上の楽園』という言葉が掲載。
  - 12月4日、新潟日赤センター爆破未遂事件で韓国人テロ工作員2名を逮捕（12月5日新聞各紙）。その後も韓国人テロ工作員の摘発が続く。
  - 12月5日、新潟日赤センター開設。
  - 12月10日、第1次帰国団を運ぶための専用列車が品川駅を出発し、新潟へ向かう。雨の降る品川駅の作者中野重治が見送り、『木綿でまいたギター』[8]に著した。
  - 12月13日、朝鮮赤十字会代表団の歓迎集会及び宴会が新潟で開催。
  - 12月14日、第1次帰国船が新潟港を出港[9]。
  - 12月16日、第1次帰国船が清津港に入港。
- 1960年（昭和35年）
  - 4月、朝日[10]・毎日・読売・産経・共同の特派員が各紙に書いた記事が『北朝鮮の記録・訪朝記者団の報告』(新読書社)として出版。
  - 4月16日、北朝鮮が内閣命令第19号『日本から帰国した技術者及び企業家の事業条件と生活活動を積極保障することに対して』決定。
  - 4月19日、韓国で四月革命。李承晩大統領が退陣。
  - 5月12日、北朝鮮帰国妨害目的で密入国した韓国テロ団24名を逮捕（同日付「毎日新聞」）。その上、帰還を阻止しようとして、テロ組織を編成したことが発覚した[11]。
  - 8月、朝鮮開放15周年慶祝訪朝・日朝協会使節団が訪朝。参加した寺尾五郎は「帰国した多くの人々は快適に暮らせている」と『朝鮮・その北と南』(新日本出版社1961)に著した。同じく同行した関貴星は「祖国の真実の姿」に驚いた。
  - 8月号の『母と子』に連載中の『キューポラのある街』に北朝鮮への帰還者を川口駅で見送る光景が記述される。
  - この年、教育映画 『海を渡る友情』（監督：望月優子）が公開される[12][13]。
- 1962年（昭和37年）
  - 4月8日、日本映画『キューポラのある街』が公開される。北朝鮮への帰還を祝福するシーンがある。
  - 4月10日、関貴星が『楽園の夢破れて―北朝鮮の真相』（全貌社）を出版。翌63年には『真っ二つの祖国―続・楽園の夢破れて 』（全貌社）を出版。
  - 10月3日、ハンセン氏病療養所を退院し完治証明が出ていた在日朝鮮人に対し、本人の“らい既往症”を理由に朝鮮赤十字が帰還船出港当日に乗船を拒否した[注釈 2]。
- 1965年(昭和40年)
  - 4月、朴慶植『朝鮮人強制連行の記録』（未來社）が刊行される。「解放直後の朝鮮人の帰国に日本政府は無責任」と記すが、1959年から始まった帰還事業には一切触れていない。巻末の「在日朝鮮人に関する文献目録」には、寺尾五郎・関貴星や訪朝記者団の著作は全く掲載していない。
  - 4月29日、日本映画『未成年・続キューポラのある街』が封切られる。原作にない、日本人妻を説得し帰還させるというシナリオがつくられる[15]。
  - 6月、寺尾五郎『朝鮮問題入門』（新日本出版社）が出版。北朝鮮は「8万人からの在日朝鮮人が帰国し、いたれりつくせりの国家の手厚い保護のもとに、なに一つ不自由ない生活にはいれる社会」と記述。
  - 6月22日、日本国と大韓民国との間の基本関係に関する条約（日韓基本条約）が調印される。
- 1966年(昭和41年)
  - 8月23日、日本政府がカルカッタ協定の延長を今回のみとし、1年後に打ち切ることで閣議了解。
- 1967年(昭和42年)
  - 8月12日、日本赤十字社が帰国申請の受理を締め切る。
  - 8月25日 - 9月23日、日朝両赤十字社によるモスクワ会談。決裂。
  - 11月27日 - 、日朝両赤十字社によるコロンボ会談開始。
  - 12月22日、第155次の帰還船を最後に中断。
- 1968年(昭和43年)
  - 1月24日、コロンボ会談が決裂。
  - 2月29日、日本赤十字社新潟センターが廃止される。
  - 3月31日、国際赤十字の特別代表団が日本から撤収。
- 1970年(昭和45年)
  - 12月5日、モスクワ会談で、「帰還未了者の帰還に関する暫定処置の合意書」「今後新たに帰還を希望する者の帰還方法に関する会談要録」を合意。
- 1971年(昭和46年)
  - 5月14日、帰還事業が再開。
- 1972年(昭和47年)
  - 4月15日、 金日成 還暦
- 1984年（昭和59年）
  - 帰還事業が終了。

## 概要
在日韓国・朝鮮人は、1947年5月の外国人登録令（昭和22年勅令第207号）では、日本国籍を有する（出身地欄に「朝鮮」と記載）とされた。1948年（昭和23年）に大韓民国が建国されると、外国人登録上「韓国」又は「大韓民国」の国籍表示を用いるよう要請した。そして、1952年（昭和27年）のサンフランシスコ講和条約発効により日本国から朝鮮半島の独立が法的に認められた後、日本在住の朝鮮半島出身者（＝朝鮮戸籍登載者）は平和条約国籍離脱者として日本国籍を「喪失」した。
日本政府が終戦1年半後の1947年（昭和22年）1月に北朝鮮帰還希望者を調査したところ1,413名にすぎず、実際に引き揚げた者は同年6月の時点で合計351名とさらに少なかった。在日朝鮮人のなかで北朝鮮出身者が少ないせいもあったが、在日の圧倒的多数が「朝鮮人連盟」に加入しており、当時の国際共産主義運動における「一国一党の原則」では、居住国との国籍が異なる場合、居住国の共産党に入党して活動することとなっていたことも、帰国者が少ない原因であったものと推定される。
また韓国の初代大統領である李承晩は、日本にいた「在日同胞」の受け入れを拒否して、拿捕して拘束した日本人漁師らと引き換えに同胞犯罪者を保釈させてたことがある。
1950年頃、在日朝鮮人は、「日本革命」よりも「朝鮮革命」に参加するのが筋ではないかという「白秀論文」（実際の著作者は北朝鮮本国の朝鮮労働党中央）からの問題提起があり、1955年（昭和30年）5月、在日本朝鮮人総聯合会（朝鮮総連）が結成され、在日朝鮮人党員は全員日本共産党から離脱して金日成の朝鮮労働党の支配下に組み入れられた。在日朝鮮人社会は思想的に分裂したが、このとき考え出されたのが在日朝鮮人の帰国運動である。帰国運動を考え出したのは、金日成その人であった。
在日同胞の帰国反対・受け入れ拒否の姿勢を貫く韓国政府と対照的に、日本に居留している同胞を資金や技術源に使えると判断した金日成は積極的に在日同胞の統制に関与し、朝鮮学校の設立を推進した。韓国とは対照的に接することで、同胞世論の多数派を北朝鮮支持へと誘導することに成功した。資金提供を施す代わりに朝鮮学校には、民族主義と称して北朝鮮支持教育を施し、在日同胞の中には北朝鮮や朝鮮総連を支持する者がさらに増加した。現在韓国学校が少ない背景には、李承晩による、帰国反対／民族主義支持という矛盾した対在日同胞対策がある。
日本政府は韓国政府に対して「希望者に対しては日本が帰国費用を負担の上で帰国させたい」と打診したが、韓国はその後も民団に指示をし、日本居留民という名目で断固帰国させない姿勢を維持した。東側諸国の一員として西側諸国の一員である韓国と対立する立場にあった北朝鮮は、在日同胞の有用性に気が付き、敢えての“順次”受け入れ方式を日本側に提案した。この方式によって、いまだ帰国していない親族に対して、既に帰国した者を人質に取って、日本の金銭や技術を北朝鮮へ送らせる、または対韓・対日スパイ活動を行わせることに成功したのである。
日本と北朝鮮には国交がなかったため、帰国にまつわる実務は、日本赤十字社（日赤）と朝鮮赤十字会（朝赤）の日朝両国の赤十字社によって行われた。1959年12月14日に最初の帰国船が新潟県の新潟港から出航したのを皮切りに、帰国事業は、数度の中断を含みながらも1984年まで続いた。
計93,340人が北朝鮮へ渡航し、そのうち少なくとも6,839人は「日本人妻」「日本人夫」およびその被保護者といった日本国籍保持者だった。また在日朝鮮人には日本から地理的に近い朝鮮半島南部の出身者が多く、彼らにとっては、祖国ではあるが異郷への帰還となった。
帰国船の費用は北朝鮮政府が負担し、事業の後期には万景峰号（初代）も使われている。日朝間を頻繁に往来する帰国船は、北朝鮮から朝鮮総連への指導・連絡をはじめ、日本・韓国への工作員送り込みといった諜報活動にも利用された。

## 背景

### 在日朝鮮人

在日朝鮮人が集団帰国の際に記念として寄贈した像。旧米原小学校（滋賀県）にて。

在日朝鮮人は、朝鮮半島の日本統治時代（1910-1945年）に様々な事情で日本本土へ移った者、韓国政府による虐殺（済州島4・3事件）から逃れるための者も一部には居たが、大多数は第二次世界大戦後に出稼ぎや朝鮮戦争の勃発などにより自ら密入国し、そのまま日本に居留した者が多かった。そうした人々の中には、日本人と同様に朝鮮特需などによる恩恵を享受した者もいたが、依然として生活に困窮していた者も多かった。特に1956年（昭和31年）の生活保護費の削減と1957年（昭和32年）から翌1958年（昭和33年）にかけてのなべ底不況は貧困層の生計を直撃していた。
在日朝鮮人の間では、朝鮮戦争による荒廃からの復興が進まず、また政情不安を理由に、韓国への帰国を不安視する一方で、「社会主義体制のもとで千里馬運動により急速な復興を実現した」とされていた北朝鮮への憧れもあった。
当時、社会主義国の北朝鮮と資本主義国韓国の体制間競争では北朝鮮が優位に立っていた。朝鮮総連は北朝鮮を「地上の楽園」「衣食住の心配がない」と宣伝し、それに呼応した日本の進歩的文化人・革新政党・革新団体が繰り返し北朝鮮の経済発展の様子を伝え、在日朝鮮人に帰国の決意を促した。特に北朝鮮を訪問して礼賛した寺尾五郎の『38度線の北』は、帰国希望者に大きな影響を与えたといわれる。
当時の日本における民族差別も、特に子供の教育や将来を見据えたときに、北朝鮮への帰国・移住を選択させる一因となった。これらの社会的な背景が、爆発的な運動の拡大をもたらしたとみられる。

### 日本共産党
コミンテルンの一国一党の原則から、戦後すぐの日本共産党の党員の三分の一が在日朝鮮人で占められていた。その後、朝鮮総連の組織に枝分かれした点からは、朝鮮総連は「元」日本共産党員の集合体と言える。「帰国三団体」と呼ばれた朝鮮総連、日朝協会、帰国協力会のうち、日朝協会、帰国協力会の事務局は、殆どが日本共産党員で占められた。『38度線の北』は当時日本共産党員の著者によるもので日本共産党の下部出版社である新日本出版社が出版した。北朝鮮の発展を大々的に描く礼賛的なもので、帰国希望者に大きな影響を与えた。

### 北朝鮮

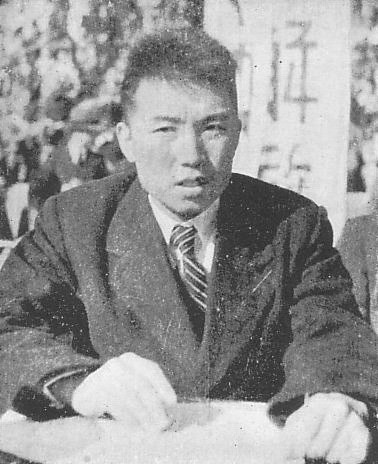
帰国を呼びかけた北朝鮮の金日成首相

北朝鮮政府は日本政府との対話チャンネルを確保し、日朝国交正常化のきっかけとしたいという思惑があった。同時に進行されていた日本と韓国との国交正常化（日韓基本条約締結）を牽制する目的もあった。在日朝鮮人の「北送」を理由として、日韓会談は一度ならず中断している。
冷戦時代、資本主義国から共産主義国への集団的移住には、体制の優位性を宣伝する効果があった。北朝鮮は帰国事業を推進する過程で朝鮮総連を指導下に置く一方、事業を推進した日本側支援者を通して北朝鮮の「実績」を宣伝することで、北朝鮮支持の運動を日本に広めることができた。
また、朝鮮戦争で荒廃した国土を再建するための労働力補充も目的だったとする見方もあるが、北朝鮮側の政策資料に日本から帰還した朝鮮人の影響が現れないことや、北朝鮮への帰還者には労働力としては期待できない被扶養世代が多く含まれていることから、このような大規模な移住を推進する直接の原因と考えにくいとして疑問視する声もある。
金日成は、在日朝鮮人を北朝鮮に帰国させることができれば、それを人質として60万におよぶ在日朝鮮人を北朝鮮の政治的影響下におくことができることを見通していたという。そして、それはすべてではないにせよ、かなりの部分で成功し、一方では在日朝鮮人から金品を収奪する道を開くことができた。朝鮮総連は、北朝鮮への帰国に際して持ち出し可能な金額を1人4万円までと制限し、余った金を朝鮮総連に寄付させた。総連中央本部や朝鮮学校は帰国者の寄付によって作られたものであり、この金で日本の政界工作も活発に行ったのである。

### 日本
日本政府は1955年（昭和30年）末から在日朝鮮人の大量帰国を検討し始めた。背景として、在日朝鮮人への生活保護費の負担が財政を圧迫していたほか、在日朝鮮人の高い犯罪率（日本人の6倍）、在日朝鮮人と日本の左翼運動の連携への懸念があげられる。
「在日朝鮮人帰国協力会」結成の際は日本側の呼びかけ人になったのは日朝協会で主導的な役割を担っていた社会党議員、共産党議員だけでなく、小泉純也、鳩山一郎など自民党議員も加わっており党派の枠を超えて推進された。日本社会党系・日本共産党系の関係者が帰国事業に取り組んだ背景には、北朝鮮の社会主義を宣伝することで、日本における政治的影響力の拡大を狙った所が大きい。日本共産党は「アカハタ」で、社会主義社会の優位性を示す見出しを使い、1959年には一面で40回以上にわたり帰国事業を熱心に報道した。
1958年（昭和33年）1月の『朝鮮の声』によれば、日本政府と韓国政府は1957年（昭和32年）12月31日に抑留北朝鮮人約1700名のうち500名を日本国内で解放し、残り1200名を韓国へ強制送還することで合意したが、北朝鮮民主法律家協会はこれを居住移転の自由の侵害であり国際法違反であるとして、翌月に日本国際法律家連絡協会の会長長野国助あてに抗議の書簡を送った。

### 韓国
韓国は朝鮮戦争による荒廃からの復興が立ち遅れており、かつ農村部を中心に過剰な人口を抱えていたために在日朝鮮人の受け入れには消極的だった。また帰国事業については「北送」と呼び、在日朝鮮人に対する自国の管轄権を侵すものとして、在日本大韓民国民団（民団）とともに強硬に反対した。1959年（昭和34年）、日朝両赤十字社による交渉の進展が明らかになると、韓国政府は日韓会談（第4次）の中止や李承晩ラインに伴う日本人漁夫抑留の継続、貿易断交などを宣言し、日韓国交正常化交渉は一時中断状態に陥った。同時に、大量のテロ工作員を日本に送り込み爆破テロを企てた（新潟日赤センター爆破未遂事件）。
韓国政府のこのような反発は、居住地選択の自由という人道主義を尊重する国際社会からの支持を得られなかった。その後、韓国政府は北朝鮮に対抗して、韓国への帰国事業を進めようとしたが、帰国や定住に関わる費用を日本に負担するよう求めたため、実現しなかった。

## 当時の思想状況
帰還事業開始前後、北朝鮮は朝鮮総連と日本共産党によって「地上の楽園」と喧伝されたが、当時の日本は岩波書店の雑誌『世界』が言論界で支配的な地位を占めており、進歩派でなければ知識人とは呼べないような雰囲気が濃厚であった。在日朝鮮人社会も、このような雰囲気の影響を強く受け、ことに総連幹部は社会主義に命をかけていた人物が多く集まっていた。
当時は、北朝鮮の実情について現地取材に乏しく、ソ連の援助もあって急成長する工業国北朝鮮と、日本国内に密航して日本赤十字社、列車、船舶を爆破しようとする韓国政府によるテロ工作員の摘発事件が明らかになり（新潟日赤センター爆破未遂事件）テロ国家の農業国韓国というイメージがあった。吉永小百合主演の映画『キューポラのある街』で知り合いの帰国を喜ぶ場面があるように、一般の日本人も帰国事業に概ね好意的だった。このため、日本のマスコミは帰国事業を人道的な事業と捉え、帰国事業を歓迎し賛同する記事を書き連ねた。
リベラル系の朝日新聞の1960年（昭和35年）2月26日付には、次のような記事が掲載されている。
さらに保守系の新聞紙も1959年（昭和34年）12月24日付産経新聞の「暖かい宿舎や出迎え／第二次帰国船雪の清津入港／細かい心づかいの受け入れ」、1960年（昭和35年）1月9日付読売新聞の「北朝鮮へ帰った日本人妻たち「夢のような正月」ほんとうに来てよかった」などと好意的に報じた。
元北朝鮮副首相補佐官の呉基完は、マスコミや知識人に買収工作を行っていたことを証言している。
後年、朝日新聞ソウル支局長（当時）の市川速水記者は、「かつて南の軍事政権と対比させたとき、南はダメだ、北はいいという論調の記事がありました。北朝鮮に対しては、社会主義幻想と贖罪意識に加えて、その『悪い南と対峙している』という面も加わって、目が曇ったんだと思います。帰国事業に朝日新聞も加担した。…（中略）…自分が1950年代、60年代に記者だったら、踏みとどまれたか、まったく自信はありません」と述べている。
どちらが上か下かを決めたがる朝鮮半島の文化的伝統にあって、共産主義者たちは、社会主義は資本主義よりはるかに進んだ社会と位置づけていた。北朝鮮に帰国すると日本の上になれる、統一後は韓国の指導者にもなれるという思惑が一部にはあっただろうと考えられる。

## 「地上の楽園」の現実

### 新潟赤十字センターでの出国手続き

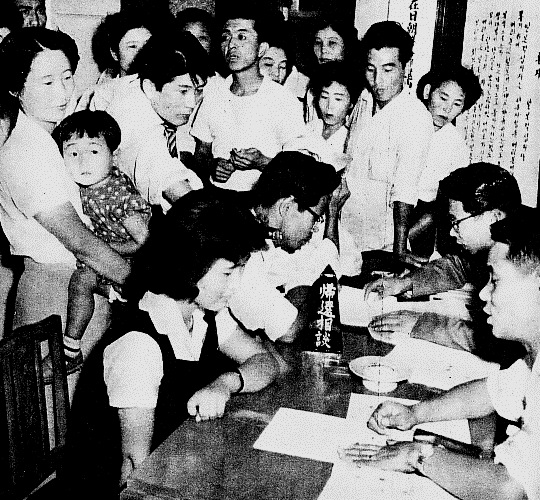
帰国手続きをする在日朝鮮人

帰還者たちは日本各地の3,655箇所に設けられた日本赤十字社の窓口（多くは、地方自治体が窓口となった）で帰国申請の手続きをおこなった後、特別列車に乗って新潟に設けられた赤十字センターへ向かった。
元米軍キャンプを転用した新潟赤十字センターは、広さが約9.2ヘクタールあり、宿舎や事務棟のほか、診療所・売店・銀行などが用意され、帰還者たちが出国までの4日間を過ごした。帰還者たちは広い講堂のような宿舎で元居住していた都道府県単位に集められ、在日朝鮮人の料理人によって調理された朝鮮風の料理が供された。初代センター長を務めた小沢辰男は、反対派の妨害工作にもっとも神経を使ったという。
また、赤十字センターでは、国際赤十字の立会いのもと、帰国が自由意志によるものかを確認する面接が行われ、その後に出国の手続きが行われた。

### 北朝鮮への上陸
北朝鮮が高度に閉ざされた体制をとっており、自由な往来が不可能であること、領域内において外国人の自由な活動を許していないこと、北朝鮮の文書資料の入手に難があることから、帰還者たちがどのように処遇されたかは脱北者などの証言からしか詳細には把握できていない。北朝鮮における身分制度である出身成分では最下層の「敵対階層」に分類され、また「動揺階層」として差別された。しかし、日本共産党の党籍を持っていたために「核心階層」となった者もわずかながら存在する。

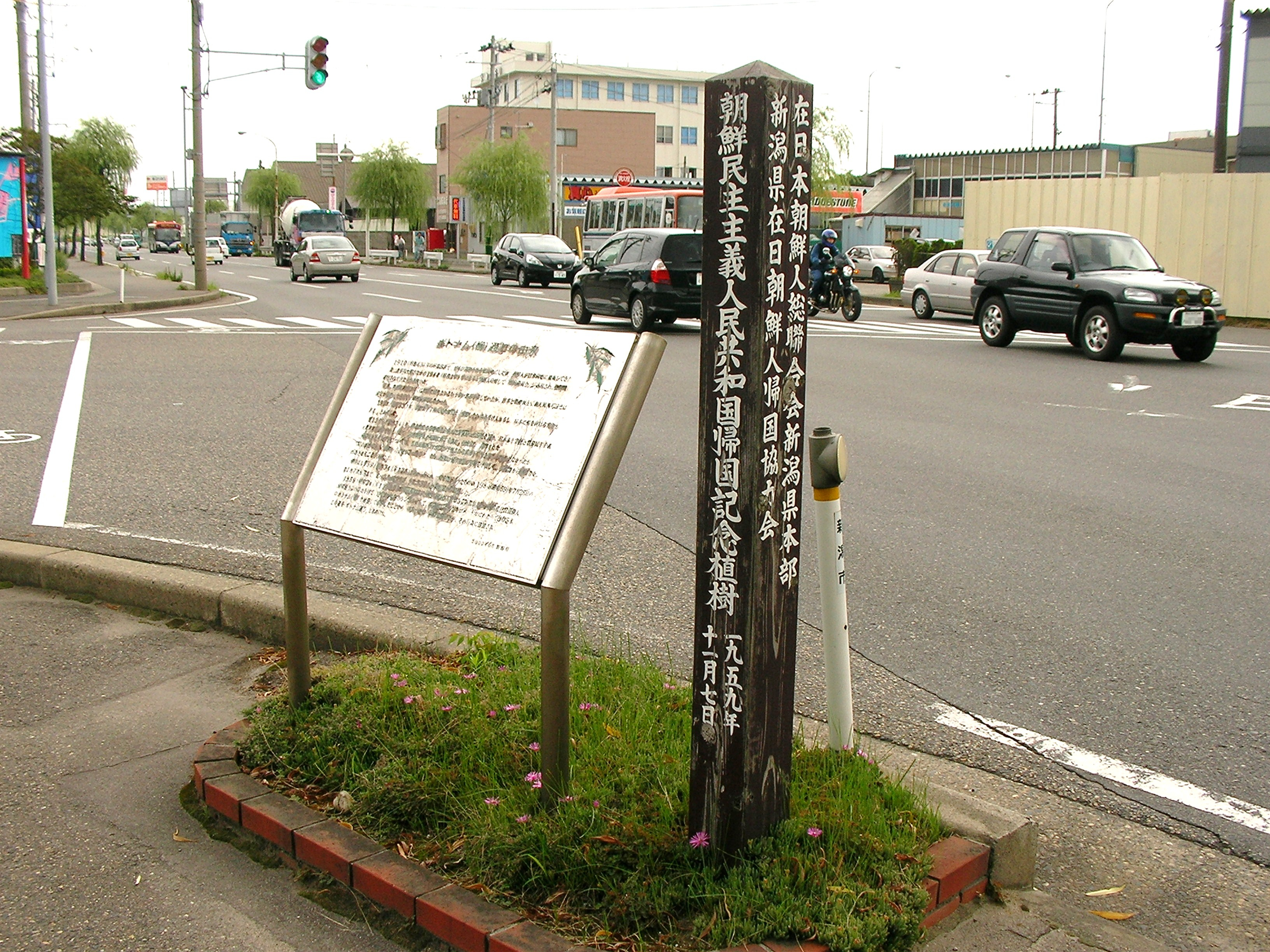
ボトナム通りの記念碑（新潟市中央区）

初期の帰国船は、ソ連船籍の貨客船「クリリオン」「トボリスク」が使われた。1960年（昭和35年）の第9次帰国船で北朝鮮に渡り、1963年（昭和38年）に停泊中の日本船で密航し日本に戻った金鍾国は、船内では白いご飯がおかわり自由で、肉・魚・野菜がふんだんに使われた食事が供されたことや、菓子や煙草はいくらでも取って構わなかったと手記に書いている。
一方、1960年（昭和35年）に単身で北朝鮮に渡った青山健煕は、ソ連船「クリリオン」がたいへん粗末な船で船内に売店もなかったこと、悪臭のする米に閉口して一口しか食べられなかったこと、清津港の粗末な設備・老朽化した建物、「万歳」で出迎えてくれた数百人の女学生の身なりの粗末さと全員無表情で疲弊しきっている様子、列車に乗ってから目撃した物資欠乏と盗みの横行、移動中に出された嫌な匂いを放つ弁当を食べる帰国者がほとんどいなかったこと、その弁当を汽車で同行した北朝鮮の役人がうまそうに平らげていたこと、これらをみて、「楽園」の現実を知り、希望はすぐに幻滅に変わったことを記している。また、
これに対し、同時期に帰国船に乗り、1994年（平成6年）に脱北して韓国に亡命した鄭箕海は、帰国船の食事は、後から思えば北朝鮮ではご馳走だったが、ご飯も肉もすえた匂いがして食べる気がしなかったと記した。
帰還者は清津から北朝鮮に上陸すると、招待所と呼ばれる施設に一時的に滞在した。歓迎行事の後に経歴書や希望配置を北朝鮮当局に提出し、社会見学に数日を充てた後に、配置先を決める面接を受け、各地に散っていった。帰国事業の最盛期には毎週のように1,000人規模の帰還者が北朝鮮に帰還していたことから、佐藤久は「本人たちが納得できるような配置がはたしてどれだけ行われえたかは、容易に想像できよう」と否定的に捉えている。住宅事情も良くなかった。北朝鮮当局は宣伝雑誌等を通じて、近代的な住宅や生活様式を紹介していたが、ほとんどが宣伝の域を出ないものだった。ただし、住宅事情については、北朝鮮においては朝鮮戦争の停戦から帰還事業の開始まで6年余しか経っておらず、日本でも1968年（昭和43年）までは総住宅数が総世帯数を下回っていた。
農村に配置された帰還者が、自らにあてがわれた住居を「お世辞にも立派な代物とは言えなかった」と評している手記がある。そもそも住宅の不足自体が、当時の北朝鮮社会にとって課題だった。また、社会主義国でよく見られる生活物資の慢性的な（あるいは決定的な）質と量の不足も、帰還者たちを戸惑わせた。物資の不足を日本にいる親族から補った者もいた。彼らにとっては生存の手段に他ならなかったが、異国で激しい民族差別を受けて生活苦に喘いでいたとされた人々が、このような手段で北朝鮮にないものを手にすることで、現地住民との間に溝を作ったようである。帰還者は妬みと差別の意味を込めて「帰胞」（帰国同胞）と呼ばれ、潜在的な反体制分子もしくはスパイとみなされ、社会的にも苦しい状態に置かれた。帰還者たちは、居住の自由や就職の自由、すべての自由が奪われていた。

### 帰国者差別
社会主義体制下の北朝鮮社会にとっては、帰還者たちは朝鮮半島にルーツを持ちながらも、アメリカ風の資本主義の生活を肌で知り、半ば日本化された異質な集団だった。体制への不満・批判に対し厳格な北朝鮮では、このような行動は手ひどく扱われる原因となったと考えられている。人民を出身成分で分類して支配していた北朝鮮社会では、日本で暮らしていた在日朝鮮人は出身成分が悪いとされた。強制収容所に送られた帰還者も多く、消息・安否が不明とされている者も少なくない。「里帰り嘆願書」に署名した日本人夫・日本人妻とその家族は、電気も通らない僻地に追放されるか、入ったら2度と出ることのできない「管理所」に送られた。署名していなくても、親類が署名したら連座して学校を退学させられ、山奥での原始的な生活を余儀なくされる学生がいた。
北朝鮮からの手紙は検閲されていたが、切手の裏側にメッセージを隠したものもあった。
多くの人々が輝ける祖国のことを聞き、まだ見ぬ祖国に対して憧れを抱いたが、現実はそれを裏切った。やがて、在日朝鮮人の間や日本国内においても次第に北朝鮮の実情が明らかになるにつれ、帰還者の数は激減していった。また日本の経済発展が進むことによって、在日朝鮮人が生活苦により北朝鮮へ向かう理由も失われた。現に脱北して韓国で一定の期間を過ごした後、韓国国籍のパスポートで日本に再渡航した者も少なくなかった。
1984年（昭和59年）、金元祚は『凍土の共和国』を出版し、祖国訪問団に参加した日記という体裁で、生活に窮乏する帰還者たちの姿を描いた。その中では、単なる生活物資の工面に留まらず、よりよい配置や居住地の提供に誘われて、帰還者たちが所属する事業所で必要な資材を、祖国を訪問した在日朝鮮人に無心する場面がある。
朝鮮総連の幹部だった韓光煕によれば、在日朝鮮人のなかではエリート集団と自他にみとめる学習組も、本国の朝鮮労働党からすれば末端のフラクション（分派）にすぎず、労働党幹部からすればようやく人として認められるかどうかという程度の存在にすぎなかったという。強制収容所（管理所）の警備隊員だった安明哲の証言によれば、帰国同胞はしばしば「スパイ」の嫌疑をかけられ、収容所内では特に過酷な処遇を受けており、帰国同胞の女性がなぶり殺しにされる現場にも遭遇している。彼は、保衛員や戒護員が政治犯たちを殴りつけ、鞭打ち、怒鳴り声をあげるのを毎日聞いているが、それはだいたい夕方の早いうちから始められ、夜明けまで続けられた。ある時、50歳くらいの女性の帰国者が鞭打たれ、最後には自らへの呪詛と叶えられるはずもない心情をたどたどしい朝鮮語で戒護員にぶつけるのを聞いている。
彼女はそう叫んだあと、警棒で殴られ、絶命した。その後、保衛部長が日章旗や日本刀、天皇から下賜されたという勲章、免許証、下駄、着物などを示しながら、政治犯に対する敵愾心を緩めることの決してないよう、訓示を述べたという。青年時代に部落解放運動に身を投じた経験のある萩原遼は、北朝鮮は「日本の部落差別よりも何百倍もひどい差別政策」を国家の政策として採用していると指摘している。
1997年（平成9年）11月、北朝鮮へ渡った日本人配偶者を対象として、初めての里帰り事業が行われた。
日本からの帰国者に対しては、北朝鮮の国家安全保衛部による監視制度と根強い差別がある。

### 訴訟
2001年（平成13年）、北朝鮮への帰還事業において朝鮮総連が正しい説明を行わなかったとして、韓国に在住する男性が朝鮮総連を相手取って慰謝料を求める訴えを日本の東京地方裁判所に起こした。この男性は、1961年（昭和36年）に北朝鮮に渡ったが現地での生活に失望し、1年半後に軍事境界線を越えて韓国に脱出していた。裁判は1審、2審ともに民法上の時効が成立しているとして請求を認めず、2004年9月、最高裁判所も上告を棄却して原告の訴えを退けた。
2008年（平成20年）6月、日本在住の脱北者の女性が朝鮮総連を相手に損害賠償を求める訴訟を大阪地方裁判所に起こした。原告女性によると、「北朝鮮は地上の楽園」などという朝鮮総連の「嘘の宣伝」により北朝鮮へ帰還したが、実際は過酷な労働や拷問などを受けたことを挙げ「（朝鮮総連は）人をだまし、組織的に誘拐した。人権と自由を無差別に奪った悪魔みたいな団体だ」「私1人の問題ではない。今も強制収容所の中で必死で生き延びようとしている人がいる」と訴えた。しかしこの訴訟についても、大阪地方裁判所は2009年11月30日に、既に帰還から40年以上経過し、損害賠償請求権が既に消滅しているとして、原告女性の請求を棄却した。
2018年（平成30年）には、脱北者の5名が北朝鮮の最高指導者である金正恩を被告として、帰還事業に関して損害賠償を求める訴訟を起こした。東京地裁は2022年（令和4年）3月、北朝鮮が「地上の楽園」として宣伝したことについて「事実と異なる勧誘だった」と原告の主張を認め、日本で行われた北朝鮮の勧誘行為は日本の法律で裁くことができるとしたが、時効を理由に損害賠償請求は退けた。東京高等裁判所は2023年（令和5年）10月、北朝鮮による「継続的不法行為」を認め、訴えを退けた1審判決を取り消し、審理を東京地裁に差し戻した。

## 題材とした作品

### 肯定的立場
映画『キューポラのある街』
映画『未成年 続・キューポラのある街』
映画『東海の歌』
帰還事業50周年を記念して北朝鮮と総連が共同で製作し、2009年12月から北朝鮮で公開された。映画は在日朝鮮人が異国の地で「愛国」を胸に人生を歩む契機となった金日成の路線転換方針（1952年）と総連の結成、教育援助費と奨学金による民族教育の発展と帰国実現までの、1940 - 50年代の在日朝鮮人運動の主な出来事を描いた。帰国船が出港するクライマックスは羅先埠頭で撮影され、2万人のエキストラが参加した。帰国した北朝鮮公民からは「当時の日本の雰囲気をよく描いている」との評価を得た。

### ノンフィクション
ノンフィクション『海峡のアリア』
2007年1月、在日コリアン2世声楽家、田月仙は自伝的ノンフィクション『海峡のアリア』を出版した。著者の半生伝というべき内容で、北朝鮮へ渡った異父兄弟のその後の人生を書いている。

## 評価
アフターケアの欠如
事業開始当初の世論として、戦前・戦中に出稼ぎ・留学・疎開などによって日本に渡った朝鮮人が終戦後に故郷へ帰ろうとする行為を止める理由はなく、帰りたいと望む意思を尊重し支援するのが自然な態度であり、むしろ帰還する自由を阻害することが不自然であった。しかし問題は、帰還後の生活について具体的に語れる者が誰もおらず、生活の保障が不明であるにもかかわらず事業を進めたこと、北朝鮮政府・朝鮮総連・日本政府・日朝の赤十字が帰還者に対するアフターケアを怠ったこと、帰還後に日本への帰国を望む日本人や韓国への渡航を望む朝鮮人の渡航の自由が制限されたことにある。
冷戦の縮図
ソ連は在日朝鮮人の帰還を資本主義から社会主義への大移動、すなわち社会主義の優越性を誇示するものとみなし、北朝鮮政府や国際世論に働きかけて帰還事業の外堀を埋めていった。また日本でも特に左派勢力がおおむね協力的だったため、事業の進展を後押しした。
人質化
帰国運動を展開した朝鮮総連も当初は北朝鮮の実情を知る術がなく、事業が始まった当初は純粋に人道的問題として帰還事業を後押ししたにすぎない。しかし朝鮮総連がどの時点で「地上の楽園」が嘘であることを知ったのか、どのような経緯で帰国運動を大々的に続けるに至ったのかが問題となっている。帰国運動は朝鮮総連が「帰国実現は金日成主席の恩恵」と宣伝するなど、北朝鮮の体制と政権の優位性を誇示するプロパガンダと密接に結びついており、帰国は失敗だったと日本に逆戻りする者が現れては困ることから「長男を日本に残したければ弟を帰国させろ」などと脅し、総連系の在日朝鮮人は兄弟、親子が生き別れになった。こうした状況について、日本では「帰国者は人質」と表現されている。

## 帰還事業で移住した人物
- 金田森男
- 金炳華
- 金文輔
- 高太文
- 高英姫
- 永田絃次郎
- 永山一夫
- 波山次郎
- 李景仙

## 帰還事業を支持・支援した人物
- 小泉純也 - 「在日朝鮮人帰国協力会」代表委員
- 岩本信行 - 「在日朝鮮人帰国協力会」代表委員
- 佐藤勝巳 - 後に北朝鮮への批判に転じた。

## 帰還事業に批判的な人物
- 山田文明

## 日本人配偶者
朝鮮人と婚姻をした日本人配偶者の移住理由として「社会の朝鮮人に対する差別が根強い中で、配偶者の仕事や子どもの教育も含めて最善の選択をしようとした」と推測されている。
しかし朝鮮に渡った日本人女性の多くが、北朝鮮到着後音信不通（行方不明）となっており、外交問題化している。一方、脱北して帰国したものの、自発的な意思で北朝鮮に戻った者もいる（安筆花等）。
2022年（令和4年）には、中国で拘束された脱北者女性が、日本人の孫であることから、日本国外務省の支援を受け、日本に移送される事案が発生した。外務省は、同種事案は非公表であり、本件へのコメントも「できない」としている。